# إليانور
إليانور (بالإنجليزية: Eleanor)‏ هي مغنية أمريكية، ولدت في 13 أغسطس 1958.